# Mahide
Mahide è un comune spagnolo di 446 abitanti (2007) della provincia di Zamora situato nella comunità autonoma di Castiglia e León.